# Chlorida transversalis
Chlorida transversalis är en skalbaggsart som beskrevs av Jean Baptiste Lucien Buquet 1844. Chlorida transversalis ingår i släktet Chlorida och familjen långhorningar. Inga underarter finns listade i Catalogue of Life.